# Société lyonnaise de soie artificielle
La Société lyonnaise de soie artificielle (SLSA) était une entreprise française de la région lyonnaise, spécialisée dans la fabrication de soie artificielle. Elle fut fondée dans les années 1920 par Maurice Cusin et disparut à la fin des années 1950.

## Histoire

### Création
La SLSA commence son activité en 1922 avec une première usine basée à Décines suivie d'une seconde usine basée à Saint-Maurice-de-Beynost.

### SLT
En 1934, la SLSA devient la Société lyonnaise de textiles (SLT) à la suite des pressions du syndicat de la soie naturelle.

### CTA
En 1957, le Comptoir des textiles artificiels (CTA) absorbe la SLT : l'usine de Décines compte alors 1 100 ouvriers.
L'année suivante, en 1958, des difficultés économiques conduisent à la fermeture de l'usine de Décines.
Le 2 février 1959, la fermeture de l'usine de Saint-Maurice-de-Beynost est annoncée. Néanmoins, le site industriel perdure ; une activité industrielle reprend dès le début des années 1960 sur le site de Saint-Maurice-de-Beynost.